# Santa Sabina (banda)
Santa Sabina es una banda mexicana de rock y otros ritmos activa de 1988 a 2005. Tras el fallecimiento de una de sus fundadoras, Rita Guerrero, ha dado presentaciones en otros periodos de 2008, 2010 y 2019.
Su formación inicial fue de Rita Guerrero (voz), Alfonso Figueroa (bajo), Pablo Valero (guitarra), Patricio Iglesias (batería) y Jacobo Leiberman (teclados). El nombre del grupo se originó al sonarles conceptualmente adecuado a los integrantes, si bien lo asociaron formalmente en 2001 en una ceremonia a la memoria de María Sabina. Aunque nacieron en el contexto del boom del rock en español en México a finales de los 80, se distinguieron de otros grupos contemporáneos por su inusual propuesta artística compuesta a nivel musical de influencias variadas como el rock progresivo y el jazz, música de medio oriente e hindú, misma que presentaron de forma conceptual en cinco álbumes de estudio. 
Se hizo una asociación del grupo con el rock gótico debido a las imágenes sombrías evocadas en varias de sus letras y debido a la imagen en escena de algunos de sus integrantes, en especial de Rita Guerrero. Otro rasgo característico de este grupo fue la voz y desempeño escénico de su cantante, al poseer un amplio rango vocal y formación teatral, dotes que le permitieron proponer un personaje al frente de la banda. Sus presentaciones en vivo se caracterizaron por contar con escenografía ad hoc que evocó un ambiente místico y enigmático incluyendo telas, flores y velas sobre el escenario. El grupo apoyó activamente causas como las del Ejército Zapatista de Liberación Nacional mediante giras, conciertos y composiciones referenciales a su lucha.

## Historia
El final de la década de 1980 marcó el punto de inicio de lo que llegó a ser Santa Sabina. Algunos de sus integrantes ya se conocían desde el año 1987, por algunas obras teatrales y por el movimiento del Consejo Estudiantil Universitario, en la Universidad Nacional Autónoma de México. Algunos integrantes fundadores de la banda como Jacobo Lieberman ya integraban años antes en otras bandas como Pedro y Las Tortugas.
Rita Guerrero salió de su natal Guadalajara para estudiar teatro en el Centro Universitario de Teatro en la UNAM, y ahí, ella conoció a Poncho Figueroa, Pablo Valero y Jacobo Leiberman, quienes en aquel entonces formaban parte de un grupo de jazz llamado Los Psicotrópicos. Todos ellos trabajaron juntos en una obra musical basada en América, la novela de Franz Kafka, donde se conocieron, entablaron una amistad y se dieron cuenta de su afinidad artística. Después de la posterior disolución de Los Psicotrópicos, decidieron formar un grupo de música que estuviera acorde con sus propias inquietudes artísticas, las que a menudo carecían de un medio apropiado para exteriorizarse. 
El 2 de febrero de 1989, tras varios ensayos, tuvo lugar su primer concierto en un lugar llamado Salón Azteca en la Ciudad de México, ahí compartieron escenario las bandas María Bonita y Simples mortales. De 1989 a 1991, la banda se dio a conocer en algunos programas de televisión especializados en el rock, como Águila o rock (del cual Rita Guerrero fue conductora), o el segmento "Música sin fronteras" del sistema informativo ECO conducido por Alfonso Teja. En estos programas hicieron conocidos algunos de sus primeros temas musicales como «Nos Queremos Morir», «Chicles» (escritas por David Hevia, director de las obras teatrales donde trabajaron), «Vacío», «Yo te ando buscando», etc. aunque también se conocían canciones como «Rinoceronte», «No razones más», «Después de muerto» y «Cada camino» que nunca fueron editadas, así como «Samuel», extraída de su primer demo y que podría considerarse como uno de sus primeros sencillos radiofónicos, incluida en la programación de la estación de radio Rock 101. También aprovecharon los pocos espacios que había para realizar conciertos en la Ciudad de México, lugares como El nueve, El Tutti frutti, El L.U.C.C. (La Última Carcajada de la Cumbancha) y Rockotitlán.
Colaboraron en el banda sonora de la película Ciudad de ciegos en 1990, dirigida por Alberto Cortés, con la canción «Foto finish» escrita por José Elorza, en donde aparecen Saúl Hernández (de Caifanes) y Sax (de Maldita Vecindad) formando junto a Santa Sabina una banda ficticia. Además, en dicha banda sonora, Rita Guerrero interpretó una canción llamada "Mil y una noches", también escrita por José Elorza.

### Carrera en la compañía transnacional
A principios de 1992 firman un contrato con la compañía disquera multinacional BMG, bajo un naciente subsello llamado Culebra Records que había sido creado para difundir la música de las nuevas propuestas del Rock en México. Los álbumes editados en esta empresa fueron los siguientes:
En 1992 el guitarrista Alejandro Marcovich (Caifanes) produjo el primer álbum de Santa Sabina, el cual lleva el mismo nombre de la banda y fueron incluidas muchas de las canciones que años atrás ya habían compuesto (mayoritariamente letras de Rita Guerrero) y tocaban en vivo. De él se extrae la pieza clásica del grupo «Azul casi morado», con la que hicieron su primer videoclip. El disco fue grabado por la segunda alineación de la banda, pues el tecladista original Jacobo Lieberman se separó de ella desde 1991, dejando en su lugar a Juan Sebastián Lach.
En 1994 el guitarrista Adrián Belew (de la banda King Crimson) se llevó al grupo a su estudio en Wisconsin, donde grabaron su álbum Símbolos, el cual es considerado uno de los mejores álbumes de la banda y del Rock mexicano en general. Se incluyen piezas como «Nos Queremos Morir» que data de los inicios de la agrupación y los sencillos «Estando aquí no estoy» y «Miedo». Se hizo notorio su gusto por temáticas oscuras y un estilo musical de música jazz, gótico y un poco de rock progresivo. Sus siguientes álbumes, Mar Adentro en la Sangre (2001), Espiral (2003), XV Años (2005) fueron producciones independientes. En 1997, también grabaron un disco de su presentación acústica para la cadena de vídeos musicales MTV. Si bien manifestaron su apoyo al Ejército Zapatista de Liberación Nacional (EZLN) desde 1994 con la canción «Nos queremos morir» y realizaron distintas visitas a la zona zapatista de Chiapas, ante la ofensiva militar contra el EZLN de 1995 ordenado por el entonces presidente Ernesto Zedillo, iniciaron activismo social y político en forma, donde ayudados por la música organizaron y participaron en algunos conciertos para ayudar a las comunidades en resistencia del EZLN. Formaron junto a otras bandas los colectivos «La Bola» y «Serpiente sobre ruedas», para informar a los jóvenes afines a su música sobre las problemáticas de México ante la censura ejercida en los medios de comunicación así como recolectar víveres para las comunidades afectadas tanto por los bloqueos militares a la distribución de alimentos como por fenómenos meteorológicos que ocurrieron esos años como el huracán Mitch y fuertes lluvias.
En 1995 se propusieron dar un tratamiento acústico a varias de las canciones de los dos discos anteriores, y con estas nuevas versiones grabaron el disco Concierto acústico, grabado en el bar El Hábito en Coyoacán, en la Ciudad de México. Fue producido por ellos mismos y fue lanzado como una edición limitada para cubrir los gastos que el grupo asumió tras la suspensión de un concierto en Ciudad Universitaria de la UNAM luego de un ataque porril. Para entonces, el guitarrista original Pablo Valero salió del grupo y en su lugar entró Alejandro Otaola.
A finales de 1995 comenzaron las grabaciones para lo que sería su tercer disco en estudio en la Ciudad de México con la alineación anterior. La producción titulada Babel estuvo a cargo del prestigioso músico argentino Pedro Aznar y fue publicada en 1996. Considerada como su obra más conceptual, en ella plasman a través de las canciones la vida de un ser humano, desde que nace hasta que surge su encuentro consigo mismo. Destacan los arreglos medio-orientales que incluyeron en este disco, además de la imaginería bíblica que dio lugar a algunas letras (en su mayoría hechas por la poetisa Adriana Díaz Enciso y algunas del escritor Jordi Soler) y al arte gráfico del mismo álbum. Los sencillos promocionales fueron "El Ángel" y "La Garra". Cabe señalar que este fue el último disco que el subsello Culebra Records editó de la banda, pues a finales de 1996 desapareció.
Aún con la alineación de los dos álbumes anteriores, en 1997 se dirigen a Miami, Florida a para grabar el programa MTV Unplugged para la cadena MTV, cuyo disco se editó el mismo año. Posteriormente la banda rompe relaciones con la disquera BMG, pues intentan retenerlos dentro de la misma con la condición de volver más comercial su propuesta musical, la cual fue rechazada. Se volvieron una banda independiente en 1998 tras salir de la compañía. El baterista Patricio Iglesias abandona al grupo por causas de salud y entra el hidrocálido Julio Díaz.
Durante su década más activa en los años noventa, compartieron escenario con bandas como Maldita Vecindad, Caifanes, La Castañeda, La Lupita, Café Tacvba, Cuca, Tijuana No, Las Víctimas del Doctor Cerebro y Guillotina entre otras. Realizaban conciertos masivos en Ciudad Universitaria (UNAM) y en festivales como el llamado "Rock por La Paz y Tolerancia" y "De La Raza Pa la Raza" (en cual fue grabado en un disco que lleva el mismo nombre); realizaron giras en diferentes partes de la república, recorriendo ciudades como Monterrey, Guadalajara, Tijuana, entre otras, además de haber hecho conciertos en algunas ciudades de Estados Unidos. Para las presentaciones de sus discos elegían lugares como el Teatro Metropólitan, y el Teatro de la Ciudad de México. Por medio de permisos pedidos al Gobierno de la Ciudad de México organizaron conciertos masivos en el Zócalo Capitalino. Realizaban "Ofrendas musicales" el 2 de noviembre de cada año para festejar el Día de Muertos.

### Continuación de su carrera como banda independiente
En el año 2000 publicaron su álbum "Mar Adentro en la Sangre" de forma independiente, fue producido por Benny Ibarra, en él plasmaron su gusto por el Expresionismo alemán y las películas de la misma corriente artística como "El Perro Andaluz" y "El Gabinete del Doctor Caligari" y justo con esta inspiración realizaron el videoclip de su segundo sencillo "La Daga". Tiempo después de la grabación y la presentación de este disco, el tecladista Juan Sebastián Lach emigra a Europa para continuar con sus estudios musicales y el grupo integra a un par de músicos que ya habían participado con ellos en calidad de "invitados"; el violonchelista "Leonel Pérez" y el saxofonista "Rodrigo Garibay", esto le dio un toque acústico más apegado al jazz al grupo.
En el año 2002 la banda tiene la inquietud de ir hacia sus orígenes, así que viajan a la comunidad indígena de Huautla de Jiménez en el estado de Oaxaca en donde recibieron la bendición de ser bautizados por María Apolonia, hija de la sacerdotisa mazateca de los Hongos María Sabina, quien fuera su máxima inspiración en la elección del nombre para el grupo. Tras el ritual de bautizo sagrado y el "permiso" dado para usar el nombre de María Sabina, realizan un concierto en dicho lugar para los punks mazatecas, convirtiéndose en el primer concierto de rock hecho esta comunidad. A finales de este año inician las grabaciones de su nuevo disco.
En 2003 editan y lanzan de manera independiente su último álbum de estudio titulado "Espiral", cuya producción fue hecha a cargo de El Sr. González y de Alejandro Otaola. Incluyen el tema "Humo Canción", dedicado a María Sabina.
En todas sus producciones discográficas fueron ellos mismos quienes se encargaron de la composición de todas las canciones, en cuanto la música y el concepto de cada tema y del disco en sí, aunque Rita Guerrero y los demás integrantes si escribían sus letras, gran parte de estas fueron de la autoría de la escritora y poetisa Adriana Díaz Enciso, quien colaboró con ellos durante toda su carrera, pese a que ella, en determinado tiempo se fue a radicar a Londres, Inglaterra. Otro escritor colaborador con la banda fue Jordi Soler.
Participaron en varios festivales nacionales, como el Vive Latino en tres ocasiones (1998, 2004 y 2008), El Festival Cervantino (1997), el Festival de la Raza, Pa' La Raza, en Ciudad Universitaria compartiendo escenario con varias bandas nacionales. Fueron teloneros en conciertos de Caifanes en el Palacio de los Deportes y de King Crimson durante su visita en México. Realizaron diversos conciertos de ayuda humanitaria para comunidades indígenas, además de realizar conciertos en el Distrito Federal en el Teatro Metropólitan, el Teatro Blanquita, el Museo Universitario del Chopo, el Zócalo Capitalino y el Hard Rock Live. También recorrieron ciudades en Estados Unidos. En Guadalajara tocaron en el Roxy, el Teatro Estudio Cavaret. En Monterrey, en el Café Iguana así como haber recorrido las ciudades de Tijuana, Torreón y Huautla de Jiménez. En 2003 realizaron una gira donde abarcarían ciudades europeas en España y Alemania.

### Separación
A principios del 2004, Santa Sabina celebró sus quince años de carrera artística en un concierto en el Teatro Metropólitan de la Ciudad de México, que tuvo reseñas favorables de parte de la prensa que cubrió el evento. Sin embargo, las actividades del grupo durante ese año fueron poco visibles aun para su base de fanes que siempre estaba pendiente de nuevas presentaciones del grupo. El 19 de diciembre de 2004 tienen una presentación en el Zócalo de la Ciudad de México ante una audiencia favorable, es también ese lugar donde le informan a su público que el grupo creyó necesario tomarse un año sabático para renovar energías y replantear el curso de sus vidas, a su vez agradecen a sus seguidores el apoyo que les brindaron. Al igual lo dan a conocer en un comunicado emitido a través de su página oficial a principios del 2005. A modo de gratificación, editan y ponen a la venta de manera independiente un álbum doble grabado en vivo durante los diferentes conciertos realizador por su celebración de quince años de carrera y un DVD con algunos videoclips, documentales y colección fotográfica de toda su carrera; el álbum "XV Aniversario en Vivo" fue lanzado a finales del año 2005.

### Vuelta a los escenarios
Santa Sabina anuncia una reunión en el marco del Festival Iberoamericano de Cultura Musical Vive Latino en su edición 2008, tocaron en día 24 de mayo en el escenario principal. Cabe mencionar que la presentación de ese día, el grupo lo denominó como un termómetro simplemente para ver si todavía existe química tanto con el público, como entre los integrantes.
Después de su participación en el Festival Vive Latino, realizaron una gira breve abarcando las ciudades de Monterrey, Tijuana, Guadalajara, Torreón, etc.
Como parte de las actividades musicales de la 6ª Noche de Primavera, festival organizado por el Gobierno del Distrito Federal en 2009, se tenía contemplada la participación de Santa Sabina. Sin embargo, esta nunca se concretó, a pesar de aparecer el grupo en el programa oficial del evento.
La última reunión del grupo tuvo lugar en diciembre de 2010, a causa de la enfermedad que Rita Guerrero enfrentaba, se realizó un concierto en su apoyo en el Teatro de la Ciudad de México, en donde se reunieron bandas y artistas como La Lupita, Julieta Venegas, Maldita Vecindad y Los Hijos del Quinto Patio, etc. En dicha reunión se dieron cita todos los músicos que participaron en la banda: Rita Guerrero, Alfonso Figueroa, Pablo Valero, Jacobo Líberman, Patricio Iglesias, Alejandro Otaola, Juan Sebastián Lach, Julio Díaz, Leonel Pérez y Aldo Max Rodríguez, realizaron un setlist en donde tocaron canciones de cada disco en estudio con su respectiva alineación, al final todos los músicos entraron al escenario para tocar (sin saberlo) por última vez. Fue una noche que su público seguidor calificó de emotiva.

### Muerte de Rita Guerrero
El 11 de marzo de 2011, Rita Guerrero falleció en el Instituto Nacional de Cancerología de México, ubicado en Tlalpan, a consecuencia de cáncer de mama, enfermedad que padecía y se estaba tratando desde enero del 2010. Tenía 46 años. Había empezado su tratamiento con quimioterapia, el cual no tuvo mayor éxito, por lo que recurrió a la homeopatía. Se le rindió un homenaje en el auditorio Divino Narciso en la Universidad del Claustro de Sor Juana en donde ella trabajaba como profesora de canto y directora del Coro Estudiantil de dicha institución, ahí también se velaron sus restos. Actualmente el coro lleva el nombre de Coro Virreinal Rita Guerrero en su honor.

### Tributos
Después de la separación de la banda y de varios intentos por los miembros originales del grupo, se pensó en formar una agrupación "Tributo a Santa Sabina" con la participación de los músicos originales Alfonso Figueroa en el bajo, Jacobo Liebermann en el teclado, Patricio Iglesias en la batería, Pablo Valero en la guitarra y una cantante llamada Lilián, sin embargo el proyecto no tuvo aceptación. 

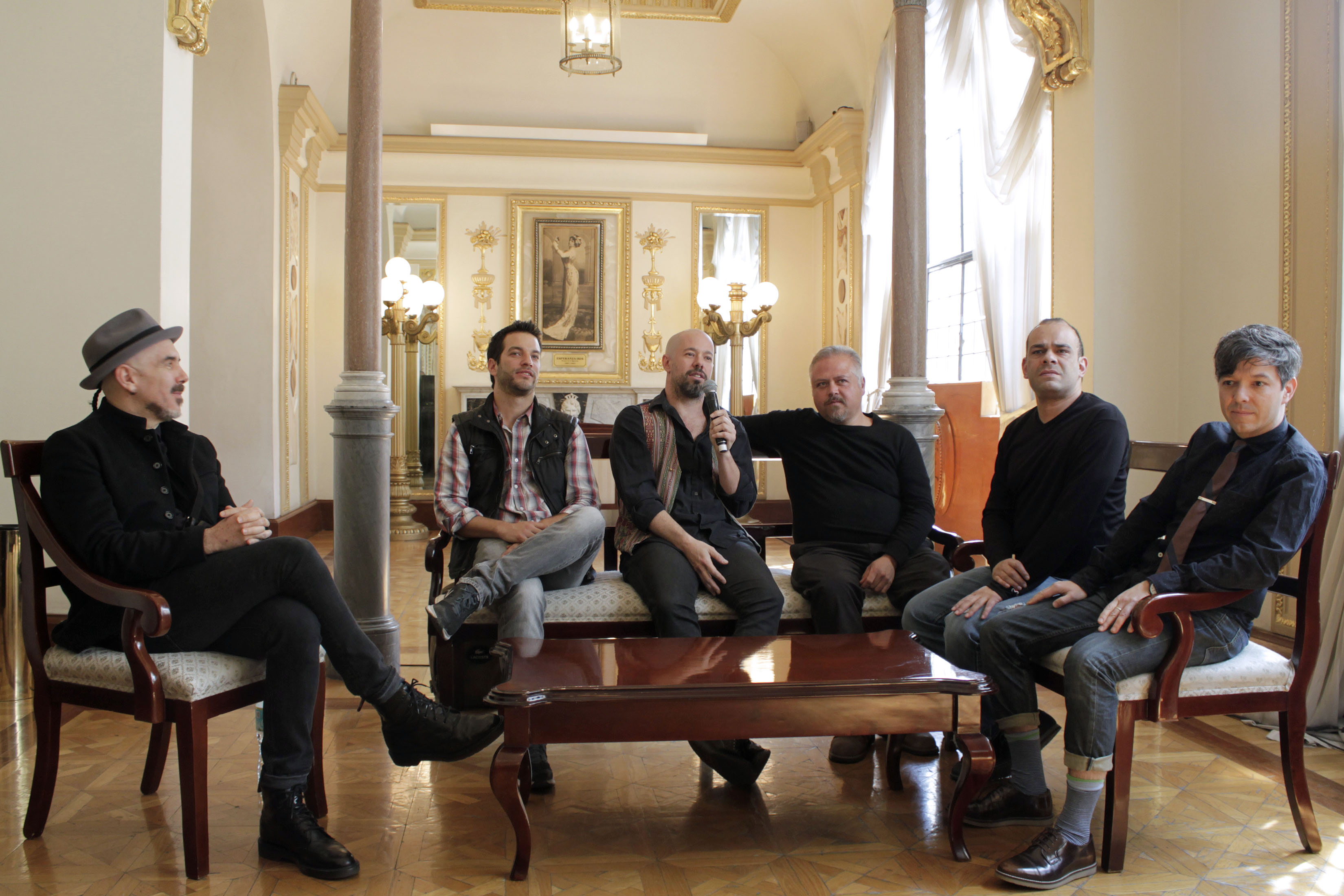
Conferencia de prensa en el Teatro Esperanza Iris, en 2015.

En 2015, como parte de la celebración de los 26 años desde la fundación del grupo, tiene lugar el 27 de febrero en el Teatro de la Ciudad de México Esperanza Iris, como un homenaje a Rita Guerrero y a Julio Díaz (quien fallece el 2 de diciembre de 2014). En dicho evento participaron varios exintegrantes de Santa Sabina presentando sus actuales proyectos musicales bajo el título de "La Liberación de la Sirena y el Delfín": Los Jaigüey (con Poncho Figueroa), Eurídice (con Patricio Iglesias como baterista), Love La Femme (de Pablo Valero), La Super Cocina (con el chelista Leonel Pérez), Julio Díaz Jr. Aldo Mal Rodríguez, Jacobo Liebermann, etc.
El 21 de mayo de 2016, bajo posterior anuncio a inicios de año, se develó el cartel del festival Somos Rock Fest en la Ciudad de México, y entre las bandas principales se encontró Ecos de Santa Sabina, al lado de Cuca, Tijuana No, Víctimas del Doctor Cerebro y El Clan, en un espectáculo pensado a manera de tributo a la banda por sus mismos exintegrantes, en el cual participaron Alejandro Otaola, Alfonso Figueroa, Jacobo Liebermann y Juan Sebastián Lach. No se incluyeron cantantes femeninas invitadas, sin embargo presentaron arreglos nuevos a las más emblemáticas canciones y algunos invitados improvisados.

## Estilo
Santa Sabina surgió como una respuesta a esa necesidad, escribiendo, por sí mismos, sin ninguna ayuda de la radio o de los canales televisivos. Aunque la alineación del grupo ha cambiado varias veces con los años (las salidas de Pablo Valero, Jacobo Leiberman, Juan Sebastián Lach o Patricio Iglesias y las llegadas de Alejandro Otaola y Julio Díaz), el sonido del grupo evolucionó y mutó en algo fiel a su sonido anterior, pero más sólido, al ser forjado al calor de cientos de interpretaciones.
Se hicieron de un concepto musical y visual que los caracterizó durante toda su carrera artística: Los elementos jazzísticos y góticos dentro del rock, la incorporación de elementos teatrales y de performance, las letras de temáticas místicas, fantásticas y espirituales, así como la utilización de veladoras y flores en el escenario. Hacían de cada concierto una ceremonia casi onírica, aunado a su creencia de que "hacer música es un acto sagrado".

## Proyectos alternos de los integrantes
Desde 2005 Rita Guerrero trabajó como directora del coro del Claustro de Sor Juana. Y desde el año 2000 fue la voz principal del Ensamble Galileo, junto a Leonel Pérez, chelista de Santa Sabina, en él se dedicaron a la recreación, investigación y ejecución de la música barroca, del renacimiento, del virreinato y de la tradición sefaradí, con dicho ensamble, Rita grabó dos álbumes: "Todos los Bienes del Mundo" en 2003 y "Una Pieza de Fuego" en 2005.
Alfonso Figueroa se unió en 2005 a la banda Los Jaigüey, junto a los hermanos Gustavo y Ricardo Jacob. Han lanzado dos producciones discográficas "Los Jaigüey" de 2009 y "Haciendo Tiempo" de 2013 el cual fue considerado como uno de los mejores álbumes del año por la Revista Rolling Stone. En 2014 el grupo realizó una gira por Europa visitando España, Francia, Suiza y Alemania. 
Alejandro Otaola lanzó el álbum de su proyecto de música experimental Fractales en 2007, mismo que produjo y en el cual colaboraron muchos músicos amigos allegados al guitarrista. En 2010 fue director musical en vivo de la película El hombre de la cámara de Dziga Vértov que se proyectó en la Cineteca Nacional, posteriormente lanzó el álbum grabado en vivo, que fue distribuido de manera gratuita.
Aldo Max es saxofonista de Los Músicos de José, con quienes lanzaron en 2008 su segundo material discográfico llamado "Chicotito Groove".
Julio Díaz fue baterista de Benny Ibarra, Fratta y La Maldita Vecindad. Presentó su primer disco solista "Díaz de Julio" en febrero de 2010 en la ciudad de Puebla junto Fratta, Diego Marotto, Alfonso Figueroa y Álex Otaola entre muchos otros. Falleció el 2 de diciembre de 2014 a los 38 años tras una cirugía cerebral consecuencia de un golpe en la cabeza.

## Discografía

### Álbumes de estudio
- Santa Sabina (Culebra Records / BMG, 1992)
- Símbolos (Culebra Records / BMG, 1994)
- Babel (Culebra / BMG, 1996)
- Mar adentro en la sangre (Producción Independiente, 2000)
- Espiral (Producción Independiente / Discos Antídoto, 2002)

### Álbumes en vivo
- Concierto Acústico (Culebra / BMG, 1995)
- MTV Unplugged  (BMG / Ariola, 1997)
- XV Aniversario En Vivo -2CD + DVD- (Producción Independiente, 2004)

### Acoplados
- Ciudad de ciegos (banda sonora) («Foto Finish» con Saúl Hernández y Sax- y «Mil y Una Noches». Ediciones Pentagrama, 1991)
- Sampler II («Qué Te Pasó» -versión demo-" Discos Rockotitlán, 1992)
- De la raza, pa' la raza -Acoplado en vivo- («Azul casi morado», «Vampiro» y "Súbete otra vez". Culebra/ BMG, 1994)
- Un mundo, una esperanza -Acoplado- («El Príncipe De Látex». 1998)
- Capicua beat («Sin aliento» -versión demo-. Discos Antídoto, 2002)
- Ofrenda a Rockdrigo González -Tributo- («Distante instante» y «Rock en vivo» -con El Haragán-. Producciones de Onda, 2003)
- Historias del desencanto -Banda sonora- («Porque te vas». Producción Independiente, 2004)
- 1973 -Banda sonora- («1973». Iguana Records, 2004)
- Antología Rock en tu idioma («Azul Casi Morado». BMG/Ariola, 2019)

### Recopilaciones
- Rock en español, Lo mejor de: Santa Sabina (BMG/Ariola, 2000)
- 15 años de éxitos (BMG/Ariola, 2003)
- Recupera tus clásicos -Reedición en caja de colección de los discos «Santa Sabina», «Símbolos», «Concierto Acústico», «Babel»- (Sony/BMG, 2010)

### Ediciones en vinilo
- Santa Sabina (Sony Music/Latinoamérica en Vinil 2016)
- Símbolos (Sony Music/Latinoamérica en Vinil 2016)
- Babel (Sony Music/Latinoamérica en Vinil 2016)
- Mar adentro en la sangre (2019)
- Concierto acústico (Sony Music 2021)

## Videografía
- «Nos queremos morir» (1989) -para el programa de televisión Águila o rock-
- «Azul casi morado» (1992) -sencillo promocional-
- «Vacío» (1992) -sencillo promocional-
- «Yo te ando buscando» (1992) -sencillo promocional-
- «Estando aquí no estoy» (1993) -sencillo promocional-
- «Miedo» (1994) -sencillo promocional-
- «El ángel» (1995) -sencillo promocional-
- «La garra» (1995) -sencillo promocional-
- «Programa realizado para la cadena MTV Unplugged (1996)
- «La daga» (1999) -sencillo promocional-
- «Presentación del disco Espiral» (2002)
- «Plegaria» (2002) -sencillo promocional-
- «Invitación» (2002) -sencillo promocional-
- «Noche» (2003)
- «Humo canción» (2003)
- «Olvido» (2004)